# 地理空間情報活用推進会議
地理空間情報活用推進会議（ちりくうかんじょうほうかつようすいしんかいぎ）は日本政府の複数の省庁からなる会議で、政府としての地理情報システム(GIS)の施策の在り方を検討することを目的とする。本会議の経歴は、最初1995年9月26日に地理情報システム(GIS)関係省庁連絡会議が設置され、次にこれを発展的に解消して、2005年9月12日内閣官房長官決裁により内閣官房に測位・地理情報システム等推進会議（そくい・ちりじょうほうしすてむとうすいしんかいぎ）が設置され、さらに、2008年6月5日に地理空間情報活用推進会議と改名されたものである。
関係する省庁は、内閣官房、内閣府、総務省、文部科学省、経済産業省、国土交通省、デジタル庁、警察庁、法務省、外務省、財務省、厚生労働省、農林水産省、環境省、防衛省である。

## 設置目的
測位・地理情報システム等において、
- 関係行政機関相互の緊密な連携・協力を確保するため
- 総合的かつ効果的な推進を図るため

## 主な決定
- GIS関係省庁連絡会議の時期[2]
  - 1996年 - 国土空間データ基盤の整備及びGISの普及の促進に関する長期計画
  - 2002年 - GISアクションプログラム2002-2005
- 測位・地理情報システム等推進会議の時期
  - 2006年 - 準天頂衛星システム計画の推進に係る基本方針
  - 2007年 - GISアクションプログラム2010
- 地理空間情報活用推進会議の時期
  - 2008年 - 地理空間情報の活用推進に関する行動計画（G空間行動プラン）[注釈 2]
  - 2010年 -
    - 地理空間情報の活用における個人情報の取扱いに関するガイドライン
    - 地理空間情報の二次利用促進に関するガイドライン

  - 2023年 - 地理空間情報の活用における個人情報の取扱いに関するガイドライン（一部改訂）
  - 2025年 - 地理空間情報の二次利用促進に関するガイドライン（一部改訂）